# Église Saint-Barthélemy de La Cassagne
Pour les articles homonymes, voir Église Saint-Barthélemy.
L'église Saint-Barthélemy est une église catholique située à La Cassagne, en France.

## Localisation
L'église est située dans le département français de la Dordogne, sur la commune de La Cassagne.

## Historique
L'église et les bâtiments adjacents faisaient partie d'un prieuré dépendant de l'abbaye de Saint-Amand-de-Coly. 
Catherine du Lin, épouse de Oddon de Béon, seigneur de La Cassagne, y est ensevelie.  
L'église de style roman a été remaniée et agrandie au XVIe siècle. A cette époque, Bertrand de Béon, seigneur de La Cassagne, y fonde une chapelle. De l'église primitive il subsiste le chevet, le mur gouttereau nord, une partie du mur sud ainsi que la partie basse de la façade. Au XVIe siècle on a ajouté le bas-côté sud. Trois arcades ont été ouvertes dans le mur gouttereau sud pour communiquer avec la nef. La nef a été voûtée en voûtes d'arêtes. 
L'édifice est classé au titre des monuments historiques le 6 juillet 1936.